# Judas Priest
Judas Priest er et britisk heavy metal-band dannet i 1969 eller 1970 i Birmingham. Usikkerheden skyldes at guitarist K. K. Downing og bassist Ian Hill dannede bandet Freight i 1969, men først fandt deres forsanger og nye navn i 1970..
Den bedst kendte besætning består af Downing, Hill, sanger Rob Halford og guitarist Glenn Tipton – som sammen med trommeslageren Scott Travis også er bandets nuværende opstilling.
Judas Priest er af mange efterfølgende heavy metal-musikere og bands blevet nævnt som en central inspirationskilde. De tilførte genren flere nye elementer, såsom guitardueller og lædertøj, samt at de fjernede størstedelen af de blues-elementer som heavy metal havde haft med fra dagene med rockmusik. MTV har vurderet bandet til at være det næststørste heavy metal-band nogensinde efter Black Sabbath.
Efter et totalt overset debutalbum og to nogenlunde succesrige efterfølgende album brød bandet for alvor igennem i 1978 med albummet Stained Class. I de efterfølgende år frem til midten af 1980'erne var gruppen et af de mest kendte og succesrige heavy metal-bands overhovedet. Fra Turbo fra 1986 og frem til 1990 havde bandet en periode med meget mainstream-appellerende, næsten glam-lydende album, som var bandets første, der blev negativt modtaget af et enigt anmelderkorps. Painkiller fra 1990 signalerede et comeback for bandet, men forsanger Halford forlod dog bandet snart efter.
Efter et par år med en ny forsanger, noget der blandt andet førte til fire nye album, to studiealbum og to livealbum, vendte Halford tilbage til bandet i 2003.
Bandet har solgt over 35 millioner album på verdensplan.

## Biografi

### Atkins-årene (1969-1973)
K.K. Downing og Ian Hill havde kendt hinanden siden barnsben, da de som børn boede tæt på hinanden og gik i samme skole i West Bromwich. De blev nære venner som teenagere og begyndte begge at lære at spille et instrument.
Siden 1966 havde et rimelig kendt band ved navn Judas Priest (opkaldt efter Bob Dylans sang "The Ballad of Frankie Lee and Judas Priest" fra John Wesley Harding-albummet) optrådt regelmæssigt i nabolaget. Dette band gik dog i opløsning i 1969. Forsangeren Alan Atkins fandt derefter Downing og Hill, som fik ham med i deres eget band som forsanger – og overtog navnet "Judas Priest" fra Atkins' gamle band.
Med Downing som primus motor bevægede bandet sig hurtigt fra sin oprindelige blues-inspirerede musik hen mod hård rock og det, som senere ville blive døbt "heavy metal".
I 1971 begyndte Judas Priest at spille livekoncerter i deres nabolag i Birmingham, nogle gange som support for Budgie, Thin Lizzy og Trapeze. I løbet af året blev den oprindelige trommeslager John Ellis dog erstattet af Alan Moore, som så senere i 1972 blev erstattet af Chris Campbell.
I juni 1971 indspillede Judas Priest en demo, som i dag betragtes som ekstremt sjælden, da den kun er blevet hørt af omkring 10 mennesker nogensinde. Denne demo fik managementselskabet IMA, som blandt andre blev styret af guitaristen Tony Iommi fra Black Sabbath, til at tage kontakt til bandet. Der var dog stadig ikke umiddelbart nogen stor pladekontrakt i sigte, og en kombination af stigende udgifter til bandet og intensivt mange livekoncerter fik både forsanger Atkins og trommeslager Campbell til at forlade gruppen i maj 1973 eller 1974.

### Rocka Rolla(1974)
På omtrent samme tid som Atkins forlod bandet, datede Ian Hill en pige fra den nærliggende by Walsall. Hun anbefalede sin bror Robert Halford som ny forsanger til bandet. Halford, som hidtil havde arbejdet i en lokal biograf, kom med i Judas Priest og medbragte trommeslageren John Hinch fra sit tidligere band Hiroshima. Gruppen turnerede meget i Storbritannien, ofte som support for Budgie.
I 1973 indspillede Judas Priest en ny demo, hvilket sikrede dem en pladekontrakt med Gull Records det samme år.
Før bandet gik i studiet for at indspille sit debutalbum, anbefalede pladeselskabet at de burde hyre endnu en musiker. Da Downing ikke var interesserede i at have hverken orgel eller blæsere i bandet, bestemte han sig for endnu en guitarist, og valget faldt på Glenn Tipton fra Stafford-bandet Flying Hat Band, som sluttede sig til gruppen i 1974. Ifølge flere af bandets medlemmer var der nogle tekniske problemer under indspilningerne, men pladeselskabet nægtede at tage sig af det, og som et resultat deraf led deres debutalbum Rocka Rolla under en "forfærdelig" lydkvalitet. Der var også problemer med management; ifølge bandet havde producer Rodger Bain for stor indflydelse på produktionen af albummet. Han udelod blandt andet de senere klassikere "Tyrant", "Genocide" og "The Ripper," og skar sangen "Caviar And Meths" ned fra en 10 minutter lang sang til et tominutters instrumentalnummer. Rocka Rolla forblev stort set ukendt i offentligheden.

### Begyndende succes (1975 – 1978)
Judas Priests første rigtig store koncert kom i 1975, da bandet spillede på Reading Festival. Kort efter blev Hinch fyret fra bandet på grund af sin inkompetence. Alan Moore kom derfor tilbage til gruppen igen som afløser. I 1976 vendte Judas Priest tilbage med Sad Wings of Destiny. På dette nye album deltog bandet aktivt i produktionen af albummet og valgte også selv producerne. Udgivelsen indeholdt hovedsageligt ældre materiale, blandt andet flere af de numre som var blevet afvist af Bain samt nummeret "Victim of Changes", der kombinerer sangen "Whiskey Woman", som var et nummer fra det "første" Judas Priest (Al Atkins' band) og "Red Light Lady", der var et nummer af Hiroshima, Halfords tidligere band.
I 1977 forlod Moore igen Judas Priest, og i stedet hyrede de studiemusikeren Simon Phillips, og med ham ved trommerne indspillede bandet samme år albummet Sin After Sin. Økonomiske vanskeligheder nødvendiggjorde en kontrakt med det store pladeselskab CBS Records og albummet blev produceret af Deep Purple-bassisten Roger Glover, samt indspillet i The Whos Ramport Studios i London.
Sin After Sin blev positivt modtaget, og førte bandet på sin første turné i USA. På denne turné var det dog Les Binks der sad bag trommesættet, da Phillips allerede havde forladt bandet igen – på turnéen oplevede gruppen også at være opvarmningsband for Led Zeppelin og REO Speedwagon.
Efter USA-turnéen gik bandet tilbage til studiet for at indspille Stained Class, som blev udgivet i 1978. Dette var det første Judas Priest-album, som for alvor brød igennem på hitlisterne, og det etablerede Judas Priest som et egentligt kendt band. Det var samtidig det første album, hvorpå bandet udforskede den genre, som senere ville blive kendt som "heavy metal", dog oprindeligt mest betragtet som bandets første udforskning af NWOBHM.

### Killing Machineog første livealbum (1979)
I 1979 udgav bandet Killing Machine. Albummet blev godt modtaget og blev blandt andet #128 på de amerikanske hitlister. Den amerikanske version af albummet blev omdøbt til Hell Bent For Leather, da pladeselskabet fandt den oprindelige titel "for voldelig". Det markerede også en ny drejning i Judas Priests kreative retning: sangene på albummet var blevet kortere og mere kommercielt appellerende, mens de dog stadig indeholdt en hel del af den hårde lyd, som kendetegnede heavy metal. Samtidig med albummets udgivelse påbegyndte Judas Priest deres nye stil med lædertøj og studs. Den øgede fokus på simple, men rastesløse og kraftfulde beats som skulle skabes live med lige så stor kraft som på albummet førte til at Les Binks, som var en jazzet trommeslager-type, forlod bandet, og lod Dave Holland (eks-Trapeze) blive ny trommeslager. Flere andre bands, deriblandt Running Wild, Exciter og Savage, har taget deres navne efter sange på albummet.
Senere samme år udgav Judas Priest deres første livealbum: Unleashed in the East. Albummet blev indspillet ved en koncert i Tokyo, Japan, mens bandet var på deres Hell Bent for Leather-turné i 1979.
Unleashed in the East blev en massiv succes og var det første af bandets album som vandt platin. Det blev også #70 på de amerikanske hitlister.
Albummet blev dog fra mange sider kritiseret for angiveligt at være blevet voldsomt finpudset i studiet efterfølgende. Tipton har kommenteret disse rygter ved at indrømme, at Halfords vokal blev delvist genindspillet i studiet, da han grundet influenza havde problemer med at synge klart på turnéen.

### British Steelog mainstream-succesen
I 1980 udgav Judas Priest studiealbummet British Steel. Dette album blev en enorm succes, strøg ind som nummer tre på den britiske hitliste, blev bandets andet album som vandt platin og deres første rigtig store kommercielle succes. Dave Hollands evner som mere mainstream-orienteret trommeslager gjorde mange af sangene kortere og albummet dermed også mere til mainstream-lyttere end tidligere album.
Udgivelsen indeholdt to singler, Breaking the Law og Living After Midnight, som begge blev massive hit, og de blev ofte spillet i radioen.
Efter udgivelsen af albummet brugte Judas Priest størstedelen af 1980 på at turnére, blandt andre sammen med bands som Def Leppard, Scorpions og Rainbow.
Efter turnéen begyndte Judas Priest indspilningerne af deres næste album, som blev udgivet 26. februar 1981 og havde titlen Point of Entry. Albummet blev kommercielt næsten lige så godt modtaget som British Steel, selvom anmelderne kaldte det et forfejlet forsøg på at overgå British Steel. Singlen "Heading out to the Highway" blev #10 på hitlisten for Mainstream Rock i USA, mens singlen "Hot Rockin'" blev et hit i Storbritannien, og den medfølgende verdensturné var en succes.
I 1982 udgav Judas Priest albummet Screaming For Vengeance. Albummet blev endnu bedre modtaget end sin forgænger, solgte over 1 million eksemplarer, vandt dobbelt platin, og blev bl.a. #17 på hitlisterne i USA, og #11 i Storbritannien og blev dermed bandets bedst placerede album nogensinde.
Screaming For Vengeance indeholdt blandt andet megahittet "You've Got Another Thing Comin'," som kom ind på Top 5 af Mainstream Rock-hitlisterne.
Screaming For Vengeance blev fulgt op af Defenders of the Faith, som blev udgivet i 1984. Dette album indeholdt endnu flere progressive elementer end deres tidligere album, hvilket kan skyldes at thrash og speed metal med Metallica, Megadeth og Slayer i spidsen begyndte at blive populært, og Judas Priest formede deres musik derefter. Defenders of the Faith blev af nogle døbt "Screaming For Vengeance II", da de to album mindede utroligt meget om hinanden. Albummet nåede Top 20 i både USA og Storbritannien.

### Turbo,Ram It Downog dalende popularitet
Turbo fulgte i 1986. Midten af 1980'erne var en tid, hvor glam metal var på sit højeste, og Judas Priest lod sig inspirere af dette og ændrede fuldstændigt deres stil til at være mere poppet og farverig, hvilket flere kritiserede for at være totalt ude af trit med tiden. Musikalsk begyndte bandet at bruge synthesizere. Albummet blev #17 på de amerikanske hitlister, solgte over en million eksemplarer og indeholdt bl.a. top-30-singlen "Locked In". På trods af de gode salgstal brød mange fans sig ikke om den nye stil og stemplede bandet som sell-outs.
Samme år havde Judas Priest flere turnéer, og indspillede under en af disse livealbummet Priest...Live!, som nåede Top 40 i USA, selvom det dog ikke levede op til den succes, som Unleashed In the East havde haft, og var det første Judas Priest-album siden Stained Class som ikke engang vandt guld.
På deres efterfølgende album, Ram It Down fra 1988, indspillet i Puk Studios ved [Randers], vendte Judas Priest tilbage til deres gamle heavy metal-stil i et forsøg på at genvinde de fans som forlod dem efter Turbo. Dette lykkedes dog ikke fuldt ud, og selvom albummet nåede #31 og kom på Top 30 på hhv. den amerikanske og britiske hitliste, mente mange at albummet viste at bandet ikke længere kunne holde trit med tidens voldsomt populære thrash metal-bands. Efter albummets udgivelse og den efterfølgende turné forlod trommeslager Dave Holland bandet, da han følte sig fysisk udbrændt, ikke længere følte sig i stand til at kunne yde sit bedste for musikken, og i øvrigt ønskede at bruge mere tid sammen med sin familie.

### Painkillerog comeback
Efter Hollands afsked i 1989, fandt bandet i stedet Scott Travis, som de indspillede deres næste album med. Albummet kom til at hedde Painkiller, og blev udgivet i efteråret 1990. Det blev #26 på den amerikanske hitliste, og betragtes generelt som bandets ultimative comeback-album, og inspirerede flere, hovedsageligt tyske, speed og power metal-bands. Det indeholdt bl.a. singlen "A Touch of Evil", som kom på Top 30 på Active Rock-hitlisten. Den samtidige turné var også en stor succes, og talte åbningsbands som Pantera, Megadeth og Sepultura.

#### Bandet sagsøges
Samme år som Painkiller blev udgivet, blev bandet trukket i retten af forældrene til to teenagere som 5 år tidligere havde forsøgt selvmord:
23.. december 1985 havde den 20-årige James Vance og 19-årige Ray Belknap drukket sig fulde og røget marihuana, for derefter at tage hen til en legeplads ved en lokal kirke i Reno, Nevada.. Der skød Belknap sig op gennem hagen med et haglgevær og døde på stedet. Vance fulgte efter, men overlevede med et totalt deformt ansigt. Han døde tre år senere efter en overdosis af smertestillende medicin.
Ifølge forældrene til de to teenagere havde Judas Priest indlagt skjulte meddelelser i "Better By You, Better Than Me" (fra Stained Class) i form af teksten "Do it, do it, do it", som ifølge dem var en opfordring til selvmord. Ironisk nok var sangen slet ikke skrevet af Judas Priest, men var en coverversion af et Spooky Tooth-nummer.
Herefter måtte bandet bruge flere millioner dollars på den tre år lange retssag, som endte med at de blev frikendt. Om hele sagen har Halford udtalt, at det ville være temmelig dumt at opfordre deres fans til at slå sig selv ihjel, og hvis de endelig skulle indlægge skjulte meddelelser skulle det være "køb flere plader".

#### Halford forlader bandet
Til en koncert i 1991 kom Rob Halford voldsomt til skade efter han kørte op på scenen på sin motorcykel – på grund af tøris kunne han ikke se noget, og kolliderede med trommesættet på scenen. Selvom koncerten blev forsinket på grund af denne ulykke, sang Halford alligevel koncerten til ende, og blev først efterfølgende kørt på hospitalet. Han udtalte senere, at denne episode på mange måder var katalysator for hans efterfølgende afsked fra Judas Priest.
I 1992 dannede Rob Halford thrash metal-gruppen Fight for at udforske en ny musikalsk stilart. Modstridende kontrakter tvang ham dog til i maj samme år at forlade Judas Priest, hvilket han meddelte de andre bandmedlemmer via fax. Derefter gik bandet officielt i opløsning og lå stille de næste 4 år.

### Gendannelse med ny forsanger (1996-2003)
I 1996 vendte Judas Priest tilbage til offentligheden – nu med ny forsanger. Valget var faldet på den 29-årige Tim Owens, som bandet havde set optræde i Judas Priest-coverbandet British Steel.
Året efter udgav bandet albummet Jugulator, efter at have pisket en stemning op omkring hvordan de på albummet "vendte tilbage til deres rødder". Albummet blev #82 på den amerikanske hitliste, og kom på Top 50 på den britiske. Anmelderne kritiserede dog Judas Priest for ikke længere at være innovative.
Historien om hvordan den unge Owens kom til at blive forsanger for sit idolband var inspiration til filmen Rock Star (udgivet 2001 med Mark Wahlberg i hovedrollen). Selvom Judas Priest oprindeligt skulle have været involveret i produktionen af filmen, trak bandet sig på grund af uoverensstemmelser.
Der skulle gå tre og et halvt år før bandet udgav deres næste album, Demolition, i 2001. Flere anmeldere betegnede dette album som noget så anderledes, at man slet ikke kunne høre at det var Judas Priest-album. Kommercielt set blev albummet ikke en særlig stor succes.

### Halford vender tilbage ogNostradamus(2004-2010)
I 2003 arbejdede Judas Priest, inklusive Rob Halford, med at skrive tekst til omslag, såvel som at finde sange, til bokssættet Metalogy. Det var ved denne lejlighed at Halford kom med i bandet igen.
Efter gendannelsen af den oprindelige medlemsopstilling tog Judas Priest på en verdensomspændende turné i 2004. Efter denne turné forlod Owens bandet igen under fredelige omstændigheder, og blev i stedet hyret som forsanger for bandet Iced Earth.
I marts 2005 udgav de, med Halford tilbage som forsanger, albummet Angel of Retribution, som blev en stor succes, og betragtes som bandets andet comeback (efter Painkiller).
Judas Priest, Kiss, Queen og Def Leppard blev de første bands til at blive indsat i VH1 Rock Honors. Ceremonien fandt sted 25. maj 2006 i Las Vegas, Nevada, og blev sendt på tv 31. maj 2006. Først spillede bandet Godsmack et medley af "Electric Eye"/"Victim of Changes"/"Hell Bent for Leather", og efterfølgende spillede Judas Priest selv "Breaking the Law," "The Green Manalishi (With The Two-Pronged Crown)" og "You've Got Another Thing Comin'," før sidstnævte sang kørte Halford en Harley-Davidson motorcykel op på scenen, et symbol som havde været en fast del af deres sceneshows i Judas Priests velmagtsdage.
I et interview med MTV.com i juni 2006 udtalte Halford om bandets næste album, som han nævnte ville blive et konceptalbum om den franske profet Nostradamus:
| Citat                                        | "Nostradamus er metal, er han ikke? Han var en alkymist såvel som en seer — en person med ekstraordinært talent. Han levede et fantastisk liv som var fuldt af besværligheder, glæde og sorg. Han er en meget menneskelig person og et verdensberømt individ. Du kan tage hans navn og oversætte det til ethvert sprog og alle kender til ham, og det er vigtigt for vi har at gøre med et verdensomspændende publikum." | Citat |
| Rob Halford om Judas Priest's kommende album | |       |

Udover det nye tema nævnte han også at albummet ville indeholde musikalske elementer som kan komme som en overraskelse for deres fans, blandt andet symfoniske elementer, og en mulighed for en orkestrering af albummet. Derudover ville keyboards være mere fremtrædende end tidligere.
Albummet, som oprindeligt var planlagt til at blive udgivet i starten af 2007, blev udgivet i juni 2008 til en blandet modtagelse fra anmeldere og fans.
Albummet var Judas Priest's første dobbeltalbum, da bandet ikke havde brudt sig om at skære særlig meget materiale fra. Halfords vokal var på albummet sat ned, for dermed at begrænse de høje 'skrig' som han tidligere havde benyttet på f.eks. Painkiller og Angel of Retribution. Downing har i et interview i februar 2007 bemærket, at orkestreringen var MIDI, og at han ikke vidste om der vil blive brugt et orkester udefra. Halford slog i et senere interview fast, at bandet kun ville bruge orkestrering i et sådan omfang, at den samme lyd vil kunne gengives af bandet ved livekoncerter. Dette kom dog ikke til at holde stik, da bandet ved koncerter har gjort brug af MIDI-orkestrering – f.eks. ved deres koncert på Orange Scene på Roskilde Festival 2008.
I starten af februar 2009 gik bandet officielt ud med en melding om at de var imod at billetter blev solgt for overpris, og anbefalede fans at de købte deres billetter fra officielle kilder. Senere samme måned og i marts fortsatte Judas Priest deres turné, hvor de kom til flere arenaer i England, Wales, Skotland og Irland med "Priest Feast" (med gæsterne Megadeth og Testament). Derefter gik turen til Sverige og Portugal. Sidstnævnte havde de ikke besøgt siden 2005. Turen fortsatte til Milano i Italien, og derefter Paris i Frankrig.
Fra juni til. august 2009 færdiggjorde Judas Priest deres Nordamerikanske turné, der fejrede 30-års jubilæet for udgivelsen af British Steel (1980); albummet blev fremført i sin helhed på hver enkelte turné-dato, hvor der også blev smidt andre sange ind i mikset. Denne turné var sammen med landsmanden David Coverdale og Whitesnake. Uheldigvis blev Whitesnake nødt til at forlade turen efter showet i Denver, Colorado den 11.. august 2009, da Coverdale blev ramt af en voldsom halsinfektion; han blev rådet til at stoppe med at synge med det samme, hvis han ville undgå at skade sine stemmebånd permanent.
Den 14. juli 2009 udgav Judas Priest et nyt livealbum, indeholdende 11 ikke tidligere udgivet live-sange fra 2005- og 2008-verdensturneerne, A Touch of Evil: Live. Udførelsen af "Dissident Aggressor" vandt Grammy Award for Best Metal Performance i 2010. I maj 2010 sagde Halford at bandet var blevet tilbudt en stjerne på Hollywood Walk of Fame, men "vi har bare ikke været der, når de har ville lave ceremonien." Han afslørede også at Nostradamus-turneen stadig var i tankerne: "Vi var i Hollywood for nylig, og mødtes med nogle produceres og agenter, så der sker meget bag scenen."

### Downing stop og Epitaph World Tour (2010–2011)
Judas Priest annoncerede 7.. december 2010, at deres Epitaph World Tour ville være bandets farvel-turné, og ville fortsætte indtil 2012. I et interview i januar 2011 fortalt Rob Halford om bandets kommende stop: "Jeg tror der er tid, du ved. Vi er ikke det første band til at sige farvel, det er bare det punkt alle når til, og vi vil sige nogle få ekstra ting tidligt næste år, så jeg tror at det vigtigste vi gerne vil sige til alle er, at de ikke skal være kede af dette, men begynd at fejre alle de store ting vi har lavet i Judas Priest."
Den 27. januar 2011 annoncerede Judas Priest at de var i gang med at skrive nyt materiale; bandet klargjorde også deres planer for fremtiden, da de sagde "dette er på ingen måde slutningen på bandet. Faktisk er vi i øjeblikket i gang med at skrive nyt materiale, men vi regner stærkt med at dette bliver den sidste store verdensturné." På en pressekonference i Los Angeles den 26. maj sagde Glenn Tipton om det nye materiale: "Det er noget af en blandet pose. Der er mere følelse på dette album. På en måde, tror jeg, er dette vores farvel-album, selvom det måske ikke er vores sidste. Der er nogle hymner på det, der hylder vores fans".
Den 20.. april 2011 blev det annonceret at K. K. Downing stoppede i bandet, og ikke ville færdiggøre Epitaph World Tour. Downing sagde at årsagen var at han havde andre tanker end bandet og managementet, og at der var sket et sammenbrud i deres forhold. Richie Faulkner, guitarist for Lauren Harris' band blev annonceret som hans erstatning for resten af turneen. Downing's retirement leaves bassist Ian Hill as the only remaining founder member of the band. Godt en måned senere, den 25. maj 2011, spillede Judas Priest under finalen af American Idol sæson 10 med James Durbin, hvilket dermed blev deres første live-optræden uden K.K. Downing. Bandet spillede en blanding af to sange: "Living After Midnight" og "Breaking the Law". Bandet annoncerede 7. juni 2011 at de havde planer om at udgive bokssættet Single Cuts, en samling af singler, den følgende. august.

### Redeemer of Souls(2011–2015)
I et interview med Billboard i. august 2011 forklarede Halford at han og Tipton have "omkring 12 eller 14 sange fuldstændig klar" til et nyt studiealbum, med fire af disse sange allerede indspillet og mixet. Bandet brugt den tid de mente der krævede med albummet, hvilket Halford forklarede "Jeg har den tilgang at det er færdigt når det er færdigt... jeg tror ikke vi kommer til at tage let på det. Vi er fastsatte på at arbejde hårdt og forblive ligeså dedikeret som vi altid har været, og have en masse fokus på alle sangene. Vi vil ikke bare færdiggøre det hurtigst muligt."
13.. september 2011 offentliggjorde Priest deres planer om at udgive et nyt opsamlingsalbum, The Chosen Few, en samling af Priest-sange udvalgt af andre ikoniske heavy metal-musikere. Den 5. juni 2013 bekræftede Rob Halford at Epitaph World Tour alligevel ikke ville være bandets sidste turné. 22.. december samme år udgav Judas Priest en kort julebesked på deres officielle hjemmeside, der bekræftede at de ville udgive deres næste album i 2014.
Ved Ronnie James Dio Awards i Los Angeles, den 17. marts 2014, annoncerede Rob Helford at bandets 17. studiealbum var færdiggjort. Den 28.. april udgav bandet albummets titelsang "Redeemer of Souls" som streaming på deres officielle hjemmeside. Den 14. maj 2015 døde bandets oprindelige guitarist Ernie Chataway af kræft, i en alder af 62 år, hvilket vokalisten Al Atkins fortalte. Redeemer of Souls blev udgivet den 8. juli 2014. Det solgte rundt regnet 32.000 eksemplarer i USA i dets første uge, hvilket gav albummet en 6. plads på Billboard 200-hitlisten - bandets højeste placering i USA efter dobbelt-dics konceptalbummet Nostradamus debuterede som nummer 11. Det var bandets første top 10-album i USA. I forbindelse med albummet tog bandet på en turné, der løb fra 1. oktober 2014 til 17.. december 2015. Turneen førte til bandets sjette live-album Battle Cry, der blev udgivet 25. marts 2016 efter at være blevet optaget på Wacken Open Air i Tyskland, 1.. august 2015.

### Firepower, Tiptons stop fra at turnere og næste album (2015–nu)
I et interview i. november 2005 med Reverb.com, sagde Richie Faulkner at bandet ville påbegynde arbejdet med et nyt album i 2016. I. april 2016 udgav Loudwire et foto der viste Rob Halford, Glenn Tipton og Faulkner selv i studiet, hvor de påbegyndte processen med et nyt album, og Halford bekræftede i et radiointerview, at det ville være klar så tidligt som i starten af 2017. Under et interview ved 2016-udgaven af Rock 'n' Roll Fantasy Camp, udtrykte Halford utilfredshed med at lave et album i stil med Redeemer of Souls. Faulkner slog fast at bandet ville påbegynde indspilningen i januar 2017 og sagde også at de ikke ville tage på turné før 2018.
I marts 2017 gik bandet i studiet for at begynde indspilningsprocessen, med hjælp fra deres producer gennem mange år, Tom Allom, sammen med tidligere Sabbat-guitaristen og producer Andy Sneap, samt Mike Exeter der arbejdede med bandet på deres forrige album. Dette markerede første gang de arbejde sammen med Allom, siden Ram It Down fra 1988. I et interview med Planet Rock i. april 2017, fortalte Halford at bandet "nærmede sig afslutningen" på arbejdet med det nye album. Han lovede også "en meget spændende 2018-periode" med en verdensturné dette år. I et opslag på Instagram i juni 2017, fortalte Sneap at bandet var færdig med indspilning af sange.
I oktober 2018 blev Judas Priest, sammen med 18 andre artister, nomineret til inkludering i Rock and Roll Hall of Fame i 2018, men tabte til Bon Jovi. De annoncerede senere deres 18. album Firepower der blev udgivet 9. marts 2018, med en tilhørende verdensturné efterfølgende, der skulle begynde i Nordamerika med Saxon og Black Star Riders som gæster. Coveret blev afsløret sammen med et 15-sekunder langt lydklip af albummets titelsang.
Den 12. februar 2018 afslørede Glenn Tipton at han havde Parkinsons, som han blev diagnosticeret med i 2008, og ville stoppe med at turnere. I følge bandet, havde sygdommens udvikling gjort ham ude af stand til at spille det mere udfordrende materiale. Tipton udtalte at han stadig var medlem af bandet på trods af sin diagnose, og udelukkede ikke fremtidige sceneoptrædner. Sneap blev derefter annonceret som hans erstatning til turneen. Faulkner forsikrede senere fans, at Tipton ville optræde med bandet "på et eller andet tidspunkt på turneen." Den 20. marts 2018, i showet i Newark, New Jersey, kom Tipton på scenen sammen med resten af bandet for at optræde med "Metal Godds", "Breaking the Law" og "Living After Midnight". Han fortsatte med at optræde forskellige steder på turneen, alt efter hvad hans helbred tillod.
I. april 2018 blev Judas Priest annonceret som delt hovednavn med Deep Purple, da de ville turnere i Nordamerika i efteråret 2018. I. september 2018 blev det annonceret at bandet var specielle gæster på Ozzy Osbournes farvel-turné, da de skulle turnere i Europa i starten af 2019. De skal også turnere med Uriah Heep i Nordamerika i foråret og sommeren 2019.
I et interview i marts 2019 med Australiens May the Rock Be With You sagde Halford at "der helt sikkert er et nyt Priest-album på vej." Han blev citeret for at sige "Vi kigger altid efter en retning i forhold til hvad vi er som band i det næste sang-projekt vi vil udgive. Vi tænker allerede over det nu. Vi har haft møder i Storbritannien lige inden vi kom til Australien, med henblik på at planlægge den kommende fremtid."

## Indflydelse
Judas Priest har haft stor indflydelse på mange heavy metal-musikere i tre generationer, NWOBHM-bevægelsen i starten af 80'erne, thrash metal-bands i slutningen af 80'erne og flere dødsmetal-bands i midten af 90'erne, hvad angår lyd og teknik. Deres lyd er blevet beskrevet som "en sammensmeltning af Black Sabbaths tunghed og Deep Purples finesse, med et strejf af Led Zeppelin samt deres helt egen unikke lyd". Vigtige dele af Judas Priests lyd er kommet fra de tidlige 70'eres heavy metal, hvor bandet fjernede størstedelen af blues-elementerne som de første heavy metal-bands havde båret med sig fra rockmusikken. Derudover blev de også kendt på Rob Halfords karakteristiske stemme, som spænder over 5 oktaver, og Downing og Tiptons to guitarer, hvis samspil, hvor Tipton havde strukturerede, klassisk inspirerede soli og Downing havde de mere aggressive soli, var unikt på den tid, og blev forløberen for begrebet "guitar battles" (guitar dueller) – hvor to guitarister forsøger at overgå hinanden i guitarsoli.
De er af MTV.com blevet vurderet som det næst-vigtigste heavy metal band i historien, efter Black Sabbath.
Udover deres lyd blev Judas Priest også kendt for at have revolutioneret heavy metal-mode. Rob Halford begyndte at inkorporere en macho-biker tøjstil omkring 1978 (samtidig med udgivelsen af albummet Killing Machine), hurtigt fulgt af resten af bandet. Dette trend spredte sig hurtigt; først begyndte daværende Iron Maiden forsanger Paul Di'Anno at bære læderjakke og nittearmbånd, og Saxon begyndte at optræde i tøj af spandex (elastan); flere andre bands, specielt indenfor NWOBHM og tidlig black metal begyndte også at lade sig inspirere af Halfords tøjstil.
Halford har senere udtalt at han fik mange af idéerne til bandets nu legendariske tøjstil fra diverse S/M-butikker i London, hvor han ofte kom.

### Coverversioner
Judas Priest har haft stor indflydelse på heavy metal-miljøet, og mange andre bands har indspillet coverversioner af Judas Priest-sange. Det er tilmed et af de bands, der er blevet udgivet flest hyldestalbum til, deriblandt A Tribute to Judas Priest: Legends of Metal Vol. I og II, Hell Bent for Metal og A Tribute to The Priest, hvorpå en lang række kunstnere har indsunget coverversioner af Judas Priest-sange.
Derudover begyndte thrash metal-bandet Slayer oprindeligt som et Judas Priest coverband.
Bands som Agent Steel, Angra, Arch Enemy, Armored Saint, Blind Guardian, Death, Forbidden, Gamma Ray, HammerFall, Helloween, Iced Earth, King Diamond, Kreator, Mercyful Fate, Nevermore, Overkill, Primal Fear, Saxon, Six Feet Under, Skid Row, Stratovarius, Testament, Therion, U.D.O., Virgin Steele, Vital Remains og Winters Bane har alle udgivet Judas Priest-coversange (sidstnævte band med tidligere Judas Priest-vokalist Tim "Ripper" Owens)

## I populærkulturen
Den amerikanske instruktør Rob Reiner tog til en koncert med Judas Priest i sin forberedelse til filmen This Is Spinal Tap (1984), der laver sjov med britiske heavy metalbands.
Dramakomedien Rock Star (2001), med Mark Wahlberg, er løst baseret på historien om, hvordan Tim "Ripper" Owens erstattede Rob Halford som forsanger i Judas Priest.
Bandets sang "Electric Eye" blev brugt i den midlertidige soundtrack til Toy Story 3 (2010), men endte med at blive erstattet af et andet stykke musik.
Den 5. januar 2014 optrådte bandet i episoden "Steal This Episode" (som er en parodi på System of a Downs album, Steal This Album!) af komedieserien The Simpsons, hvor de spillede en parodi på deres sang “Breaking the Law". Deres musik blev omtalt som "death metal", hvilket producerne efterfølgende undskyldte ved at få Bart Simpson til at skrive "Judas Priest er ikke Death Metal" i åbningssekvensen til afsnittet.
En af de to primære "bander" i den afsides beliggende by Wadeye i Northern Territory, Australien, blev i 2010'erne kaldt "Judas Priests". Deres primære fjende var kendt som "Evil Warriors".
Flere af Juads Priests sange er blevet brugt i både Guitar Hero- og Rock Band-serien af musikspil.

## Medlemmer
- Rob Halford 
 Vokal
- Glenn Tipton 
 Guitar
Baggrundsvokal
Keyboard
- Ian Hill 
 Bas
Baggrundsvokal
- Scott Travis 
 Trommer
- Richie Faulkner
Guitar

### Tidligere medlemmer
Vokalister
- Tim "Ripper" Owens – Vokal (1996-2003)
- Al Atkins – Vokal (1968-1973)

Guitarister
- K.K. Downing – Guitar (1968-2011)

Trommeslagere
- Dave Holland – Trommer (1979-1989)
- Les Binks – Trommer (1977-1979)
- Alan Moore – Trommer (1971, 1975-1976)
- John Hinch – Trommer (1973-1975)
- Chris Campbell – Trommer (1971-1973)
- John Ellis – Trommer (1970)